# Большой Маматек
Большой Маматек (каз. Үлкен Маматек) — озеро в Фёдоровском районе Костанайской области Казахстана. Находится в 18 км к юго-востоку от посёлка Костычевка.
По данным топографической съёмки 1944 года, площадь поверхности озера составляет 4,59 км². Наибольшая длина озера — 5,1 км, наибольшая ширина — 1,5 км. Длина береговой линии составляет 12,2 км, развитие береговой линии — 1,59. Озеро расположено на высоте 201,7 м над уровнем моря.